# La Finca del Benteveo Amarillo
La Finca del Benteveo Amarillo (en portugués: Sítio do Picapau Amarelo) es una serie de libros infantiles, escrita en 1920, por el escritor brasileño Monteiro Lobato.

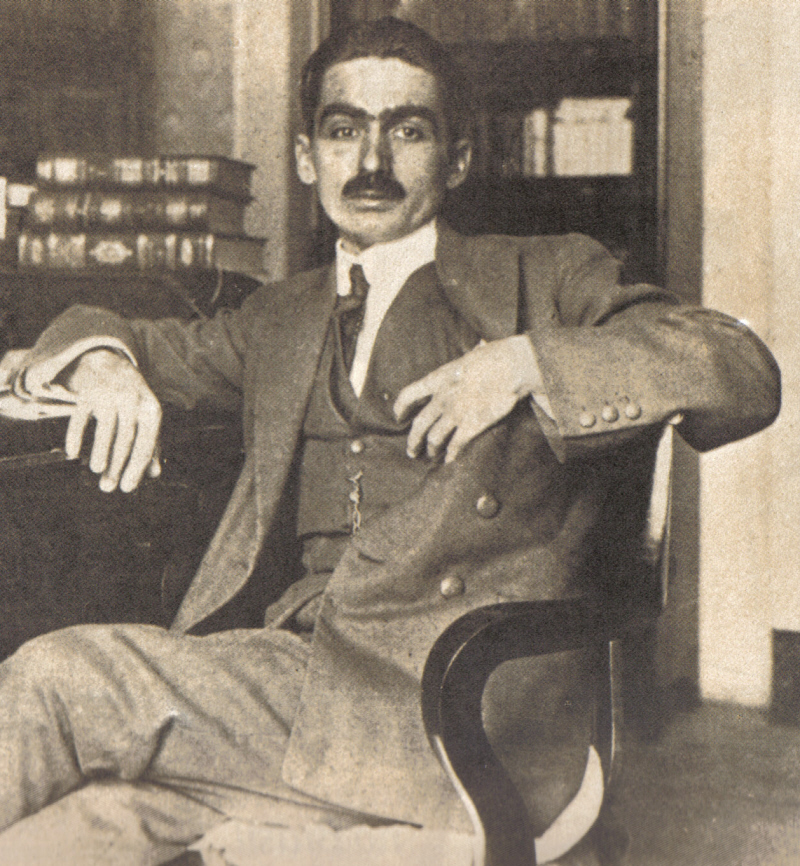
Monteiro Lobato, el creador del "La Finca del Benteveo Amarillo".

Tuvo su primer libro publicado en 1920 llamado "A Menina do Narizinho Arrebitado" ("La Niña de la naricita respingada"), que luego fue reforzado con el quinto libro de la serie "Travesuras de Naricita" en 1931. Tuvo un total de 23 libros publicados en el año 1947. En Argentina todos los libros llegaron a ser lanzado con el título de "La Finca del Benteveo Amarillo". También había varias series de televisión, siendo la más conocida la que se produjo en 1977 por la red O Globo, con la actriz Zilka Salaberry en el papel de la abuela. En 2001 fue lanzada una versión más actualizada con la actriz Nicette Bruno en el papel Doña Benita (protagonizado anteriormente por Salaberry) y que duró al aire hasta 2014. Fuera de Brasil se presentó bajo el título de "Pirlimpimpim" o simplemente "La Finca del Benteveo Amarillo". En 2012 fue producida una serie animada, por Rede Globo y Mixer.

## Sinopsis
- Wikisource contiene obras originales de o sobre Sítio do Picapau Amarelo.

En la Finca vive una anciana viuda, Doña Benita, y sus dos nietos, Naricita y Perucho, la sirviente y cocinera Anastasia, y dos muñecos que hablan, la muñeca de trapo Emilia y el genial Vizconde de la Mazorca, hecho de mazorcas de maíz.
La Finca es el hogar de varios animales, incluido el cerdito llamado Marqués de Rabicó, el burro inteligente Consejero, y un rinoceronte llamado Caramelo, que huyó de un circo y se mantuvo oculto por los niños.
Mientras que en la Finca los niños tienen una gran cantidad de aventuras, con o sin la participación de la viuda, a conocer a muchas criaturas extrañas, como el pez noble Príncipe Escamado, una cucaracha vieja e inquieta llamada Doña Carochinha y el viejo caracol Doctor Caramujo, y las entidades del folclore brasileño, como la bruja cocodrilo Cuca, el Saci y la Iara.

## Libros

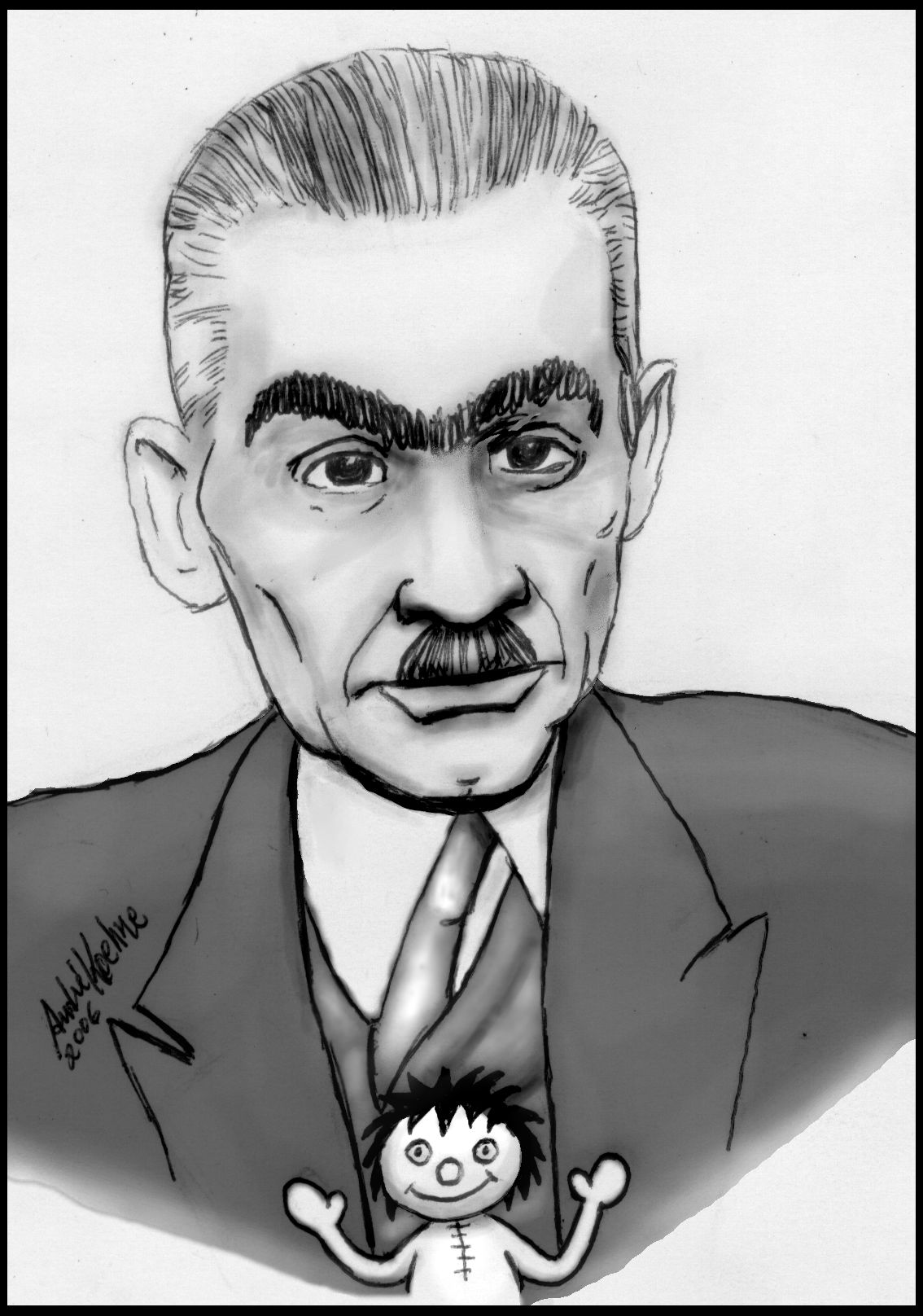
Caricatura del autor Monteiro Lobato, y su principal personaje, la muñeca de trapo Emilia.

Fueron publicados un total de 23 libros completos que se publicaron sólo en Brasil. Algunos de ellos se han exportado a otros países como Italia, Argentina y Rusia, pero solo en Argentina se ha publicado todos los libros nombrados a continuación:
- Travesuras de Naricita
- Las viejas fábulas
- Aventuras de Hans Staden
- Peter Pan, el niño que no quiso Crecer
- Viaje al Cielo
- El genio del bosque
- Historia del Mundo para los niños
- Las cacerías de Perucho
- Nuevas travesuras de Naricita
- El País de la Gramatica
- La aritmética de Emilia
- Geografía para los niños
- Historia de las invenciones
- El Quijote de los niños
- Memorias de Emilia
- El Pozo del vizconde
- Las lecciones de Doña Benita
- Cuentos de la Tía Anastasia
- El Benteveo Amarillo
- El Minotauro
- La reforma de la Naturaleza
- La llave del tamaño
- Las Doce Hazañas de Hércules